# Черепаха Фитцроя
Черепаха Фитцроя (лат. Rheodytes leukops) — единственный современный вид одноимённого рода семейства змеиношеих черепах. Обитает в бассейне реки Фицрой и её притоках в Квинсленде (Австралия).
Общая длина карапакса достигает 25—26,2 см. Голова узкая, глаза маленькие. На шее крупные выросты, на подбородке пара усиков. Щиток на верхней челюсти довольно узкий. Пластинчатая кость отсутствует. Есть длинный, развитый симфиз на нижней челюсти. Карапакс удлинённый у взрослых и круглый у молодых черепах — до 9,5 см (также у них заметны 3 киля). Пластрон узкий. Перепонка между карапаксом и пластроном широкая. Эта черепаха отличается очень большой по диаметру клоакой. Между пальцами хорошо развитые перепонки.
Цвет головы коричневый или оливковый сверху и жёлтый или оранжевый снизу. Вокруг радужной оболочки есть белые или серебристые кольца, зрачок чёрного цвета. Кожа оливково-серая. Самцы окрашены в яркие жёлто-красные тона. Цвет карапакса коричневый с добавлением оливкового цвета, возможно с несколькими чёрными пятнами. Самки с возрастом становятся светлее. Пластрон желтовато-коричневый. Перепонка темнее пластрона.
Любит реки, ручьи, каналы со слабым течением. Обладает способностью дышать под водой, извлекая кислород из анальных пузырей. Встречается на высоте до 40 м над уровнем моря. Питается насекомыми, водорослями, червями, улитками, водными беспозвоночными.
Откладывание яиц происходит в сентябре-октябре. Самка откладывает 46—59 довольно небольших, удлиненных яиц длиной 23,2—33,1 мм и шириной 19—23,8 мм. Глубина ямок для яиц около 19 см. За сезон бывает 1—5 кладок. Инкубационный период длится 45—47 суток при температуре 30 °C. Новорождённые черепашата светло-коричневые с тёмными прожилками и рядом чёрных точек вдоль килей.